# 알바니아의 가톨릭 교구 목록
알바니아의 로마 가톨릭 교구는 2개 관구에 2개 관구장좌 대교구와 3개일반교구 및 1개 알바니아전례교회의 관리구로 구성된다.

## 교구

### 쉬코드라-풀트 관구(Province of Shkodrë–Pult)
- 쉬코드라-풀트 관구장좌 대교구 (Metropolitan Archdiocese of Shkodrë–Pult)
- 레져 교구( Diocese of Lezhë)
- 사페 교구( Diocese of Sapë)

### 티라나-두러스 관구(Province of Tiranë–Durrës)
- 티라나-두러스 관구장좌 대교구 (Metropolitan Archdiocese of Tiranë–Durrës)
- 르레센 교구( Diocese of Rrëshen)
- 알바니아전례 남알바니아 관리구 ( Albanese Apostolic Administration of Southern Albania)